# Klass II i ishockey 1924
Klass II i ishockey 1924 var den andra säsongen av en andradivision i svenska seriesepl. Serien dominerades fortfarande av storlagens B-lag. Nya lag i serien var Djurgårdens B-lag, IF Stefaniterna och Mariebergs IK. De två senare hade spelat i Klass III förra säsongen. Järva IS fanns inte längre kvar i seriesystemet. Serien omfattade således sju lag och spelades som en enkelserie, d.v.s. alla lagen möttes en gång.

## Poängtabell
| Nr | Lag                | S | V | O | F | GM | IM | MK   | P  |
| -- | ------------------ | - | - | - | - | -- | -- | ---- | -- |
| 1  | Djurgårdens IF (B) | 6 | 5 | 1 | 0 | 37 | 9  | 4.11 | 11 |
| 2  | IK Göta (B)        | 6 | 4 | 1 | 1 | 23 | 9  | 2.56 | 9  |
| 3  | Hammarby IF (B)    | 6 | 3 | 0 | 3 | 20 | 17 | 1.18 | 6  |
| 4  | IFK Stockholm (B)  | 6 | 3 | 0 | 3 | 11 | 10 | 1.1  | 6  |
| 5  | IF Stefaniterna    | 6 | 2 | 1 | 3 | 9  | 22 | 0.41 | 5  |
| 6  | Mariebergs IK      | 6 | 1 | 1 | 4 | 14 | 29 | 0.48 | 3  |
| 7  | Nacka SK (B)       | 6 | 1 | 0 | 5 | 6  | 29 | 0.21 | 2  |